# Lee Myung-joo
Lee Myung-joo (이명주?, 李明周?; 24 aprile 1990) è un calciatore sudcoreano, centrocampista dell'Incheon Utd e della nazionale sudcoreana.

## Carriera

### Nazionale
Ha esordito in nazionale nel 2013.